# سليم صايغ
الأسقف سليم صايغ (ولد في 15 أبريل 1935 في الرميمين، الأردن) هو النائب البطريركي لكنيسة اللاتين في الأردن.

## حياته
ولد في الأردن عام 1935 و رُسم كاهنًا في 28 يونيو 1959 في القدس. و بين عامي 1959 و1962 عُين كاهنًا مساعدًا في مادبا، الأردن. درس الدكتوراة في الإحصاء في روما منذ عام 1962 و حصل عليها في 1964.
في 1976 عُين رئيسًا للمعهد الإكليريكي في بيت جالا. و في 26 نوفمبر 1981 عُين أسقفًا فخريًا لأبرشية أكوي التاريخية (تقع اليوم في تونس بالقرب من هنشير البغلة). رُقي للرتبة الأسقفية في 6 يناير 1982 على يد البابا يوحنا بولس الثاني في روما، و شارك في تكريسه رئيسا الأساقفة إدواردو مارتينيز و لوكاس موريرا نيفيس.
شارك الأسقف سليم صايغ في تكريس الأسقفين كمال حنا بطحيش عام 1993 و وليم حنا شوملي عام 2010.
تقاعد الأسقف سليم صايغ من عمله كنائب بطريركي( وهو في سن 75 عامًا) في الأردن في أبريل 2011م بعدما قدم طلب تقاعده للبابا بندكتوس السادس عشر.

## المنشورات[8][9]
نشر المطران سليم الصايغ العديد من الكتب، نذكر منها:
- 1971: الوضع الراهن للأماكن المقدسة: الطبيعة القانونية والنطاق الدولي.                                                                  The Status Quo of the Holy Places. Legal nature and international scope-
- 1993: أزمة الخليج : من الحظر إلى التصريح بأستخدام القوة.                                                                                 The Gulf Crisis: From Prohibition to the Authorization of the use of force-
- 1996: فهم أوروبا: اللجنة الحكومية الدولية، التصورات الوطنية للاتحاد الأوروبي                                             .Understanding Europe: the IGC, the    national perceptions of the European Union-
- 2000: الأردن الكتابي                                                                                                                       Biblical Jordan-
- 2000: الآثار المسيحية في الأردن                                                                                                         Christian Antiquities in Jordan-
- 2003: Giordania. Guida del Pellegrino-
- 2006: الأردن  Jordan-
- 2016: The amore stupendo. Gesù eucaristia-
- 2017: مركزسيدة السلام : الكنيسة والرسالة.                                                                                                   Our Lady Peace Center, Church and mission-
- العائلة المقدسة في زمانها ، والعائلة المسيحية في زماننا.
- رسل الملكوت
- فلب مريم الطاهر أقوى من الموت

## الصايغ ومركز سيدة السلام
انشأ المطران سليم الصايغ مركز سيدة السلام في عام 2004م، وهو مركز خدمي يقع في منطقة أم الكندم جنوبي عمان وعلى بعد ثلاثة كيلو مترات من طريق عمان المطار، والمركز يخدم ذوي الأحتياجات الخاصة من جميع فئات المجتمع الأردني سواء أكانو مسيحين أم مسلمين، ويقدم لهم جميع خدماته مجانًا. وتشمل خدمات المركز النواحي التعليمية والطبية والمهارات الحرفية والخدمات الاجتماعية والإنسانية، بالإضافة إلى قيامه بمجموعة من الأنشطة بهدف توعية المجتمع الأردني بحقوق اصحاب الهمم في الأسرة والمجتمع والدولة.

## أقتباسات من كلامه
- " "صلوا من أجل السلام لأن السلام الحقيقي يأتي من الرب، ولا يأتي من أوباما أو من نتنياهو أو من أبو مازن"، بل من "رب السلام".[11]
- " الحياة ليست حلمًا ، وليست فيلمًا، ولا وهمًا بل هي حقيقة جميلة ، يزيدها جمالاً حب الله وحب الناس".
- " من بديهيات الحياة أن يلاقي الناس من حين إلى آخر بعض المطبات في العلاقات الفردية والاجتماعية"
- " إن مستقبل المنطقة كلها يمر في ليل دامس لا نعرف متى ينتهي ولا كيف ينتهي، ولكن باستطاعتنا نحن الأردنيين أن نجعل هذا الليل في بلادنا خاليا من الظلام".[10]